# Stenophiloscia glarearum
Stenophiloscia glarearum är en kräftdjursart som beskrevs av Karl Wilhelm Verhoeff1908. Stenophiloscia glarearum ingår i släktet Stenophiloscia och familjen Halophilosciidae. Inga underarter finns listade i Catalogue of Life.